# Carlos Adriano de Souza Vieira
Carlos Adriano de Souza Vieira, conocido como Adriano Gabiru (Maceió, 11 de agosto de 1977) es un exfutbolista brasileño.
Fue miembro del seleccionado nacional en la clasificación a los JJ. OO. de Sídney 2000 y de la Copa Confederaciones 2003.
En diciembre de 2006, anotó el gol de la victoria para el Internacional de Porto Alegre ante el F. C. Barcelona para la victoria de su equipo en el Mundial de Clubes en Japón.

## Selección nacional
Ha sido internacional con la Selección de fútbol de Brasil, ha jugado 2 partidos internacionales.

### Participaciones Internacionales
| Torneo                    | Sede    | Resultado    |
| ------------------------- | ------- | ------------ |
| Copa Confederaciones 2003 | Francia | Primera fase |

## Clubes
| Club                   | País    | Año       |
| ---------------------- | ------- | --------- |
| CSA                    | Brasil  | 1997      |
| Atlético Paranaense    | Brasil  | 1998-2000 |
| Olympique de Marsella  | Francia | 2000-2001 |
| Atlético Paranaense    | Brasil  | 2001-2004 |
| Cruzeiro EC            | Brasil  | 2004-2005 |
| SC Internacional       | Brasil  | 2006-2007 |
| Figueirense FC         | Brasil  | 2007      |
| Sport Recife           | Brasil  | 2007      |
| Goiás EC               | Brasil  | 2008      |
| Guarani FC             | Brasil  | 2009      |
| Mixto EC               | Brasil  | 2010      |
| Corinthians Paranaense | Brasil  | 2011      |
| CSA                    | Brasil  | 2012      |
| Guarany de Bagé        | Brasil  | 2013      |
| Combate Barreirinha    | Brasil  | 2013      |
| Botafogo-ES            | Brasil  | 2014      |
| Panambi                | Brasil  | 2015      |
| Taboão da Serra        | Brasil  | 2017      |
| Tupi                   | Brasil  | 2017      |

## Honores
- Campeonato Alagoano: 1998
- Campeonato Paranaense: 1998, 2000, 2001 and 2002.
- Campeonato Brasilero Série A: 2001
- Copa Libertadores de América: 2006
- Copa Mundial de Clubes 2006. Anotó el único gol en la final, para ganar el campeonato.